# Hartmann von Aue
Hartmann von Aue (1160 – presumibilmente tra il 1210 e il 1220) è stato un poeta epico tedesco attivo nei secoli XII e XIII.
Insieme a Wolfram von Eschenbach e Gottfried von Straßburg è annoverato tra gli esponenti della cosiddetta mittelhochdeutsche Klassik (classicità alto tedesca media) intorno al 1200. Insieme a Hendrik van Veldeke fu un iniziatore del romanzo cortese, mediato dalla Francia. Di lui sono tramandate le narrazioni in versi Erec, Gregorius oder Der gute Sünder, Der arme Heinrich, Iwein, una controversia allegorica sotto il nome di Klagebüchlein e anche alcune Minnesang e canzoni inneggianti alle crociate (Kreuzlieder).

## Vita e ordinamento cronologico delle opere
La vita di Hartmann von Aue non è documentata e la ricostruzione delle sue vicende dipende dalle affermazioni nelle sue opere e ai richiami nelle opere di altri autori. Possibili date della sua vita sono derivate dall'ordinamento dedotto per le opere e rimangono in definitiva frutto di speculazione.
Erec et Enide e Yvain di Chrétien de Troyes, le fonti in francese antico per Erec e Iwein di Hartmann, furono composti presumibilmente intorno al 1165-1177. Perciò si assume che Hartmann abbia esordito come poeta dopo il 1180. Al più tardi nel 1205-1210 tutti i poemi in versi di Hartmann dovevano essere conosciuti poiché Wolfram von Eschenbach fa riferimento all'Iwein nel Parzival (253,10-14; 436,4-10), che è ritenuto l'ultimo dei quattro romanzi di Hartmann per ragioni stilistiche.
Le canzoni inneggianti alle crociate alludono o alla terza crociata (1189) o alla crociata preparata da Enrico VI conosciuta anche come crociata tedesca del 1197, che non vide compimento a causa della morte di Enrico. Una partecipazione personale di Hartmann a una crociata è oggetto di discussione. La morte di un protettore, che viene nominato due volte (V,4 e XVII,2 all'interno delle Kreuzlieder) può essere interpretata come la morte di Bertoldo IV di Zähringen nel 1186. Un accenno al Saladino, morto nel 1193, nella terza canzone (XVII,2) costituiva una volta l'appoggio principale per la cronologia delle opere. Dal testo tramandato nel Codex Manesse tuttavia, non si può affermare con sicurezza che Hartmann si riferisca al Saladino come vivente.
Intorno al 1210 Gottfried von Straßburg nomina Hartmann come vivo all'interno del suo excursus letterario Tristan (vv. 4621-4635). Heinrich von dem Türlin lamenta invece dopo il 1220 la morte di Hartmann nel Crône (vv. 2372-2437).

### Status sociale, formazione e origine

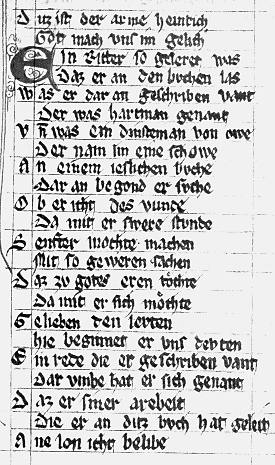
Prologo dellArmer Heinrich (Heidelberg, Biblioteca dell'università, Codex palatinus germanicus 341, fol. 249ra)

Le principali informazioni sullo status di Hartmann sono tramandate nei prologhi e negli epiloghi alle sue opere. In particolare nei prologhi dell'Armer Heinrich e, in una forma sostanzialmente uguale, nel Iwein Hartmann dice di sé:
daz er an den buochen las,

swaz er dar an geschriben vant:

der was Hartmann genannt,

dienstman was er zouwe»
in modo che, ciò che trovava scritto nei libri,

riusciva a leggere.

Si chiamava Hartmann

ed era vassallo di Aue.»
Hartmann si definisce un cavaliere, più esattamente appartenente al ceto servile dei ministeriali, e sottolinea contemporaneamente la sua formazione, che continua a consolidare tramite la lettura di libri. In relazione ai tempi con gelêret, istruito si intende una formazione incentrata sulle opere latine e condotta presso una scuola diretta da ecclesiastici.
La condizione indicata da Hartmann nel prologo è inconsueta per un cavaliere intorno al 1200 e potrebbe scaturire, indipendentemente dal reale ceto di Hartmann e dalla sua personale formazione, dall'esigenza di caratterizzare se stesso da un punto di vista letterario e raccomandarsi al suo pubblico: Hartmann in questo modo viene ad affermare che, in quanto cavaliere, appartiene al medesimo - e degno d'aspirazione - ceto del proprio pubblico e che in tale ambito ha una particolare competenza a raccontare l'opera grazie alla sua istruzione. Le opere a carattere leggendario Gregorius e Armer Heinrich come anche la Klage mostrano d'altronde vere e proprie conoscenze basilari di filosofia, teologia e retorica, che rendono plausibile una sua formazione presso una scuola cattedrale. Una scuola conventuale invece, come quella dell'abbazia di Reichenau, gli sarebbe stata preclusa. Poiché Erec e Iwein furono ricavati da edizioni scritte francesi, Hartmann doveva disporre di eccellenti conoscenze nella lingua francese del tempo.
Né la provenienza di Hartmann né i luoghi della sua attività si lasciano localizzare con maggior sicurezza. Scrisse in una versione letteraria del medio-alto tedesco, che evita il più possibile particolarità dialettali e quindi legittima una diffusione non solo regionale delle sue opere. Le sue rime tuttavia indicano una provenienza dalla regione alemanna. Ad essa si attaglia la descrizione di Hartmann come von der Swâben lande (dalla terra di Svevia) fattane da Heinrich von dem Türlin (Crône, v.2353). Così, in definitiva, la sua provenienza si lascia confinare al ducato di Svevia.
Aue è un nome di località così frequente che non è possibile stabilire più precisamente il luogo d'origine di Hartmann. Tra i luoghi con il nome Aue rientrati nella discussione figurano Au nei pressi di Ravensburg (abbazia di Weissenau), Au nei pressi di Friburgo e Obernau sul Neckar, nelle vicinanze di Rottenburg. Là è provata l'esistenza dal 1112 di una famiglia di ministeriali al servizio degli Zähringen; tra i componenti documentati di questa famiglia nobiliare degli Ow, si annovera anche un Heinricus de Owon o de Owen.
Colpisce l'identità di nome con l'eroe di Armer Heinrich: Heinrich von Ouwe (v.49). Come possibile interpretazione si propone di vedervi o una trasfigurazione poetica della stessa famiglia di Hartmann o un omaggio alla famiglia del committente. Poiché i discendenti del principe Heinrich dovettero aver perso la status nobiliare a causa del matrimonio di costui con una donna di ceto contadino, la seconda spiegazione appare meno convincente. Hartmann avrebbe potuto invece incrementare il prestigio della propria famiglia, appartenente al ceto servile dei ministeriali, con un'ascendenza da principi.

### Possibili mecenati di Hartmann

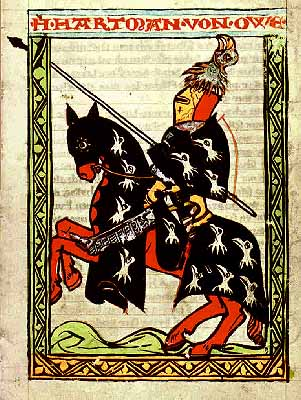
La Weingartner Liederhandschrift tramanda un'immagine di Hartmann quasi identica a quella del Codex Manesse (Stoccarda, Landesbibliothek, Cod. HB XIII poetae germanici 1, pp 32–39)

Al contrario di Chrétien de Troyes, Hartmann non nomina esplicitamente il proprio protettore e in questa questione si rimane al livello di speculazioni. Come possibili mecenati, senza l'appoggio di cui un poeta medievale non avrebbe potuto lavorare, si possono considerare nel caso di Hartmann in primo luogo gli Zähringen, i Welfen e gli Hohenstaufen. Non si riesce comunque a provare il collegamento diretto con nessuna di queste stirpi.
L'opinione più in voga oggi è che Hartmann sia stato più probabilmente in attività alla corte degli Zähringen. Questo potrebbe spiegare come Hartmann sia venuto in possesso delle edizioni per Erec e Iwein, poiché questa famiglia nobiliare intratteneva contatti in Francia che arrivavano fino ai circoli in cui operava Chrétien de Troyes. Anche lo stemma che viene assegnato ad Hartmann nelle immagini degli autori all'interno dei Liederhandschriften all'inizio del XIV secolo, si lascia intendere come variazione sul tema dello stemma dei Zähringen: teste d'aquila bianche su sfondo blu o nero.
Tra i principi dei Welfen, solo Guelfo I di Toscana potrebbe essere stato suo protettore. In questo caso la patria di Hartmann sarebbe probabilmente Weissenau nei pressi di Regensburg.

## Opere

### Cronologia
Per ragioni stilistiche si riesce a dedurre una cronologia interna nelle opere, secondo cui il Klagebüchlein è la prima opera. Erec è il primo romanzo in versi di Hartmann, seguito da Gregorius, da Armer Heinrich e da Iwen. Sebbene questa successione si basi quasi esclusivamente su ricerche linguistiche, è ampiamente riconosciuta dalla critica. D'altronde la composizione di Armer Heinrich potrebbe essere seguente o parallela a Iwein. L'inizio di Iwein (circa 1000 versi) potrebbe essere nato in contiguità temporale con Erec e il romanzo essere completato solo più tardi. La posizione della Klage come prima opera non è del tutto evidente, tuttavia l'autore si descrive come jungelinc (v.7, giovane) al suo interno.
Una successione delle Lieder deve per forza essere ipotetica. È già poco chiaro, se le Lieder conservate formino approssimativamente l'intero corpo dell'opera lirica di Hartmann. Anche sulla modalità di esecuzione sappiamo poco. Nel caso raccontino nel loro complesso una storia, si lascerebbe dedurre una drammaturgia che allora potrebbe legarsi al vissuto personale. Tuttavia un tale ciclo rimane un'ipotesi ed è piuttosto inverosimile, cosicché solo le canzoni delle crociate possono essere legate ad eventi storici: la questione rimane aperta.
Nei primi studi si assumeva uno sviluppo della personalità di Hartmann e quindi dapprima una fase creativa rappresentata dai poemi epici mondani e legati alla figura di Artù, Erec e Iwein, a cui sarebbero seguiti dopo una crisi personale i racconti Gregorius e Armer Heinrich, tinti da tematiche religiose. Questa visione si basa da un lato sul contrasto tra le Minnelieder mondane e le canzoni delle crociate e dall'altro lato sul prologo al Gregorius. In quest'opera l'autore rinuncia alle parole futili della sua gioventù, con cui in passato aveva cercato il plauso del mondo e a suo dire vuole mitigare il peso dei propri peccati con una narrazione religiosa. Una interpretazione letterale di quest'intento, che faccia riferimento alla vita dell'autore, è ad oggi ampiamente rifiutata a causa del carattere topico delle affermazioni del prologo sia per Hartmann sia per i principali autori medievali.

### Lieder

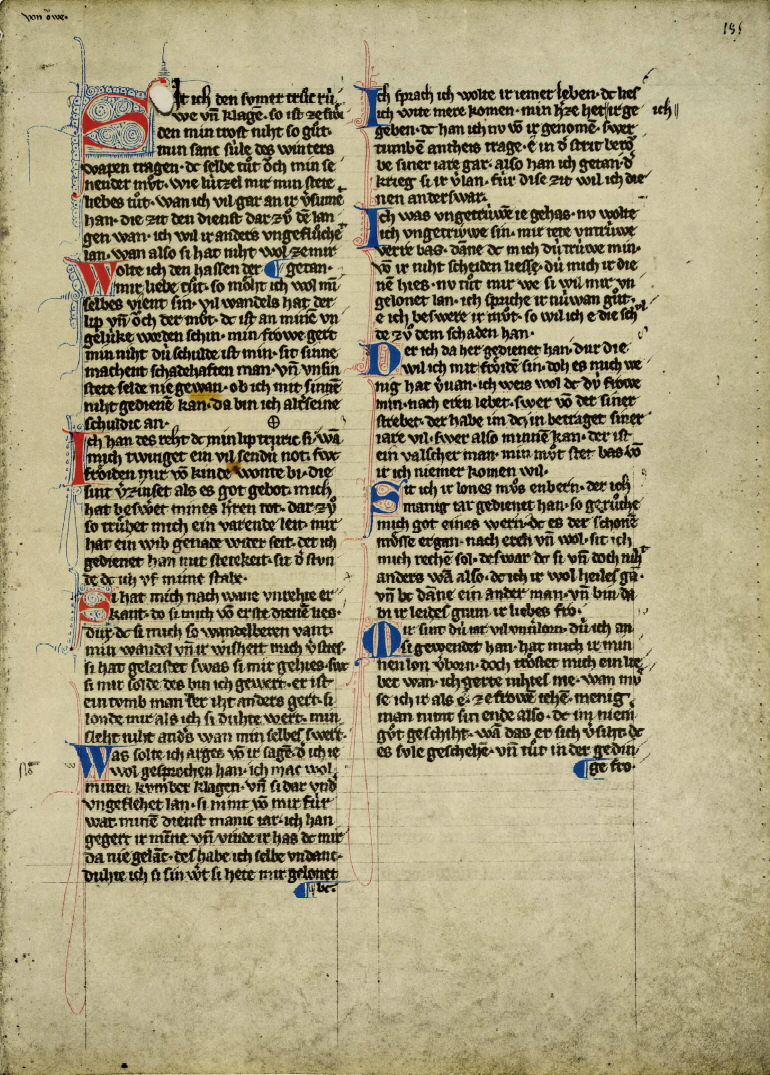
Lieder di Hartmann nel Codex Manesse (fol. 185r), inizio del XIV secolo

Sotto il nome di Hartmann sono stati tramandati in tutto per un totale di 60 strofe 18 toni, ad ognuno dei quali corrisponde una melodia non rinvenutaci.
Dal punto di vista tematico le Minnelieder sono vicine al testo didattico del Klagebüchlein. Qui come lì vengono discussi gli aspetti soggettivi-erotici e sociali-estetici dell'amore tra i sessi alla luce della Minne cortese. Le tre canzoni della crociata occupano tematicamente un sottogenere della lirica delle Minne, che nei decenni intorno al 1200 possedeva un grande significato e pondera gli obblighi del cavaliere verso il servizio a Dio con gli obblighi poetici. Da un punto di vista formale non vi sono distinzioni dalle altre liriche.
Caratteristico di Hartmann è uno stile serio, sobrio e razionale che si muove argomentando nell'ambito cortese del Minnesang e nel confronto con la tematica delle crociate. Nella lirica tedesca attinente alle crociate le Lieder di Hartmann occupano un posto speciale. Nessun altro poeta che si servì del volgare tedesco, eccetto Walther von der Vogelweide con la sua Elegie, riprende questioni fondamentali con una tale serietà.
Nel giudizio degli storici della letteratura, che per lungo tempo non hanno riservato ad Hartmann un ruolo particolare come poeta lirico, le sue Minnelieder sono state rivalutate a partire dagli anni Sessanta. Solo alle canzoni delle crociate è sempre stato riconosciuto un alto valore letterario.
Il più grosso problema interpretativo della lirica cortese è il suo contenuto biografico. Negli studi passati l'opera di Hartmann veniva intesa secondo una chiave biografico-psicologica: si ipotizzava una reale insoddisfatta relazione con una dama aristocratica e la partecipazione alla crociata come conclusione di un percorso personale. La poetica sulle crociate era perciò intesa come rifiuto dell'amor terreno a favore dell'amore per Dio. Scintilla di una sua crisi personale era ritenuta la due volte ricordata morte del proprio protettore. Il lamento d'amore è visto oggi generalmente come topico e rimane nel campo delle ipotesi, se Hartmann abbia effettivamente partecipato a una crociata.

### IlKlagebüchlein
Il Klagebüchlein (Libretto del lamento), chiamato anche Die Klage (Il lamento) o Das Büchlein (Il libretto), è la prima opera narrativa di Hartmann. Come i romanzi, è scritto in rima baciata caratterizzata da quattro arsi. Racchiude 1914 versi e come l'Erec è tramandato solo nell'Ambraser Heldenbuch, risalente intorno al 1510. La controversia allegorica è racchiusa nella forma di disputa dotta. Conversano tra loro herze (cuore) come centro spirituale e lîp (corpo) come parte corporale-sensibile dell'uomo. Il tema è il senso dell'amore alto e il corretto comportamento dell'uomo nel corteggiare una dama.
L'esempio letterario della discussione tra anima e corpo era ampiamente diffuso nella poesia religiosa medievale; la trasposizione nella sfera mondana ad opera di Hartmann invece non ha alcun predecessore o successore nell'area di lingua tedesca. Solo nel XIV secolo sono state rinvenuti numerosi discorsi d'amore simili - ma allora l'opera di Hartmann era stata già dimenticata. È in corso di discussione l'esistenza di un modello francese o provenzale, poiché l'insegnamento in tema d'amore adatta la più moderna concezione dell'amore proveniente dalla Francia. Un punto del testo sembra fare riferimento a fonti francesi, quando si dice che il herze è stato portato dalla Francia da un Kräuterzauber (v. 1280). La ricerca di testi francesi che potessero ispirare il libretto non ha comunque dato frutti.

### Epica di Artù: Erec e Iwein

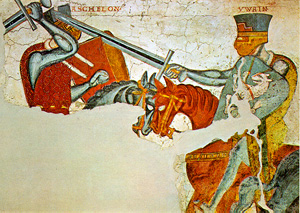
Dipinto su parete del ciclo di Iwein presso il castello di Rodengo

Erec e Iwein appartengono al ciclo di Artù. L'Erec è il primo romanzo di Hartmann e allo stesso tempo il primo romanzo sulle leggende di Artù nell'area tedesca e dopo il Eneasroman di Heinrich von Veldeke il primo romanzo che riprenda la concezione dell'amore cortese di stampo francese. Secondo le convenzioni della storia della letteratura l'Eneasroman e l'Erec sono i primi romanzi cortesi stricto sensu in lingua tedesca. Poiché nell'Ambraser Handbuch, l'unica trascrizione quasi completa pervenutaci, il prologo manca non vi sono punti d'appoggio per ricostruire le circostanze della composizione del primo romanzo d'Artù tedesco.
Alla base di tutti e due i poemi epici vi è l'epos francese di Chrétien de Troyes. Hartmann traspone Erec molto liberamente in lingua tedesca mostrando così di tenere in conto la minor conoscenza del proprio pubblico in questo campo: espande perciò il proprio modello con degli excursus esplicativi. Sporadicamente si considera che per Erec Hartmann non abbia usato il romanzo in francese antico di Chrétien de Troyes ma un modello in dialetto della Bassa Renania o dell'Olanda. Questa teoria si fonda su pochi punti d'appoggio, comunque delle fonti alternative sono pensabili.
Nella trasposizione di Iwein Hartmann si attiene più strettamente al proprio modello, pur in tutta la propria libertà artistica. Poiché il nuovo genere del romanzo cortese si era nel frattempo diffuso in Germania, gli era possibile rinunciare sempre più a dettagliate spiegazioni.
Colpiscono in entrambi i poemi di Artù, ma soprattutto in Iwein, motivi narrativi leggendari, che essenzialmente risalgono all'origine di tale materia letteraria. Il ciclo tematico attorno a re Artù fa parte della materia di Britannia, originariamente materia celtica trasmessa oralmente, che era entrata nella letteratura europea grazie alle rielaborazioni di Chrétien de Troyes.
Dal punto di vista della struttura narrativa entrambi i poemi sono accomunati da un doppio percorso dell'eroe: attraverso delle prove, definite letterariamente âventiure, l'eroe conquista un riconoscimento sociale alla corte di Artù e con esso la mano di una graziosa dama (i rispettivi concetti sono in questo caso êre e minne) riuscendo a passare dall'anonimato alla vetta della fama. Per una sua colpa però entra in conflitto con l'ambiente sociale e perde il favore della dama. Solo seguendo un secondo percorso può riabilitarsi attraverso rinnovate imprese cavalleresche e una presa personale di coscienza riottenendo lo status sociale e l'approvazione della dama.

### Racconti leggendari: Gregorius e Der arme Heinrich
Attribuire entrambi i racconti a uno specifico genere letterario risulta difficile: entrambi trattano temi d'impronta religiosa come la colpa e la grazia divina e fanno uso del tipo narrativo della leggenda; Gregorius è la vita di un papa, il Povero Heinrich si avvicina alla breve narrazione in versi definita Märe. Al contempo però si tratta di racconti cortesi romanzati, che fino a un certo grado possono risultare di finzione. Gli studi perciò si aiutano con la denominazione di "leggende cortesi" (höfische Legenden).
Gregorius riprende in due modi il tema dell'incesto. È lasciato al pubblico interpretare quanto sia grave il peso di un peccato come la nascita da un incesto - di cui non si ha colpa - e il peccato dell'incesto inconsapevolmente perpetrato.
Armer Heinrich è più focalizzato sulla riflessione e la reazione soggettiva delle figure principali e non sulla trama. Interessante è il possibile collegamento alla vicenda familiare di Hartmann. Il prologo parla di una ricerca delle fonti tra libri (latini), ma non è stato mai rinvenuto il corrispondente modello.

## Ricezione

### Tradizione
Di Erec sono state conservate misteriosamente solo poche testimonianze testuali: sono noti solo un manoscritto approssimativamente completo risalente al primo XVI secolo (Ambraser Heldenbuch), compilato a Bolzano e conservato all'ÖNB di Vienna, e tre frammenti dei secoli XIII-XIV. Questo non corrisponde all'influenza documentata che ebbe la materia di Erec. Sui motivi della scarsa trasmissione dell'opera non vi sono spiegazioni.
Nei primi tempi il ritrovamento dei frammenti ha sollevato nuove domande sulla storia della trasmissione. Il cosiddetto Zwettler Fragment dell'abbazia di Zwettl in Bassa Austria si presenta come frammento di Erec risalente al secondo quarto del XIII secolo. Il testo in tedesco centrale sembra tramandare una traduzione dal francese indipendente da Hartmann e viene denominata Mitteldeutscher Erec. Già prima il frammento Wolfenbütteler della metà o del terzo quarto del XIII secolo fa apparire possibile una seconda trasmissione, che si avvicinava di più al romanzo di Chrétien de Troyes rispetto all'Ambraser Heldenbuch. La posizione di questa trasmissione in tedesco centrale rispetto al tedesco superiore di Hartmann non è ancora stata chiarita.
Iwein invece appartiene ai romanzi del periodo intorno al 1200 in assoluto più tramandati: con 15 manoscritti completi e 17 frammenti risalenti a un orizzonte temporale dal XIII al XVI secolo sono conservati più manoscritti che per il Tristan di Gottfried von Straßburg. Solo i romanzi di Wolfram von Eschenbach (Parzival, Willehalm) sono stati trascritti in un maggior numero di copie.
Gregorius e Armer Heinrich sono trasmessi rispettivamente con sei e tre manoscritti completi accanto a cinque e sei frammenti. Gregorius è stato tradotto tre volte in latino, Armer Heinrich una volta. Entrambi i testi sono confluiti senza il nome dell'autore in raccolte compilative assai diffuse, come raccolte di leggende, opere storiche e Volksbücher.
Tutte le 60 strofe delle canzoni di Hartmann sono state tramandate nel Codex Manesse, nella Weingartner Liederhandschrift 28 e nel Kleine Heidelberger Liederhandschrift 10. Le tre canzoni sulle crociate di Hartmann sono contenute nel Codex Manesse, una di esse anche nella Weingartner Liederhandschrift.

### Rielaborazione del tardo Medioevo e della prima età moderna
La forma aperta delle narrazioni leggendarie di Hartmann facilitò la ripresa in raccolte di leggende e exempla, attraverso cui la materia, resa anonima, fu diffusa ampiamente. Arrivando fino al 1450, il Gregorius fu rielaborato in tre adattamenti latini e due tedeschi. Attraverso la ricezione delle Gesta Romanorum, raccolta di exempla scritta in latino e diffusa in tutta Europa, e la raccolta di leggende tedesca più popolare, Der Heiligen Leben, la materia di Gregorius divenne molto famosa grazie alle versioni in prosa. Armer Heinrich fu trasmesso fino al XV secolo e accolto in due raccolte latine di exempla.
Ulrich Fuetrer compose dopo il 1480 un rifacimento fortemente accorciato di Iwein. Iban, composto in 297 strofe alla Titurel, è il quarto dei sette romanzi d'Artù all'interno del suo Buch der Abenteuer (Libro delle avventure). La trasmissione dell'epos relativo ad Artù si conclude con la rottura della tradizione indotta dalla Riforma. Come i principali romanzi cortesi anche Iwein e Erec non furono risolti in versioni in prosa e stampati nei Volksbücher. Questo cambio di mezzo è riuscito solo ad alcuni epos in medio alto tedesco di ridotto rilievo letterario.

### Riferimenti di altri poeti ad Hartmann
Hartmann era visto già dai contemporanei come un poeta di punta, la cui rilevanza si trovava da un lato nella limpidezza formale e di senso dei suoi romanzi, dall'altro nel suo ruolo di fondatore di genere all'interno della poesia tedesca.
Gottfried von Straßburg lo loda nel Tristan (intorno al 1210) per la sua prosa cristallina (kristallînen wortelîn, v. 4627) e gli attribuisce un ruolo di primo piano tra i poeti epici all'interno di un excursus letterarioː
âhî, wie der diu mære

beide ûzen unde innen

mit worten und mit sinnen

durchverwet und durchzieret!

[…]

swer guote rede zu guote

und ouch ze rehte kan verstân

der mouz dem Ouwaere lân

sîn schapel und sîn lôrzwî,»
sì, in che modo lui le sue storie

sia in forma sia in contenuto

con parole e pensieri

assai decorava e ornava!

[…]

Chi un buon discorso bene

e anche corretto può capire,

deve lasciare ad Hartmann

la corona di vincitore e l'alloro»
Cataloghi di poeti, in cui Hartmann viene lodato analogamente come maestro di stile, si trovano nell'ordine in Alexander (dopo il 1230) e in Willehalm von Orlens (intorno al 1240, in cui è nominato Erec), entrambi di Rudolf von Ems. Heinrich von dem Türlim dedica nel Crône (dopo il 1220), un accorato lamento funebre e presenta Hartmann anche come poeta lirico, in grado di avviare uno stile. Anche qui si fa riferimento alla trama di Erec che si ritiene nota al pubblico. Heinrich von dem Türlin tuttavia con citazioni fa riferimento anche al manoscritto francese di Erec.
Simili richiami si trovano anche più tardi nella Meleranz di Pleier (intorno al 1270), nel Gauriel di Konrad von Stoffeln (intorno al 1270), nel Jüngerer Titurel di Albrecht (intorno al 1270) e nella Österreichische Reimchronik di Ottokar von Steiermark (intorno al 1310), ad allora già diventati richiami canonici. Mentre questi poeti mettono in risalto l'epica di Artù di Hartmann, l'autore non meglio identificato come Der von Gliers, un poeta lirico della seconda metà del XIII secolo, lo loda come Minnesänger. Nonostante l'ampia diffusione e le numerose rielaborazioni le opere di Hartmann tinte di tematiche religiose non vengono citate da nessuna parte.
Tra i singoli richiami spiccano quelli di Wolfram von Eschenbach nel Parzival. Poiché in quest'opera, composta intorno al 1205, si fa allusione sia a Erec sia a Iwein, il Parzival offre l'indizio più valido per la datazione delle opere epiche di Hartmann (terminus ante quem). Il tenore delle allusioni di von Eschenbach è al contrario dei primi richiami più scherzoso-ironico fino ad essere critico.
In seguito le allusioni ai romanzi d'Artù di Hartmann, integrate nella trama, divennero usuali ed è così nel Wigalois di Wirnt von Grafenberg, nel Garel di Pleier e nel Jüngerer Titurel. Questi riferimenti si trovano anche in un'opera, in cui la tematica arturiana è assente, la leggenda in rima di San Giorgio (Hl. Georg) di Reinbot von Durne.

### Ricezione nell'arte

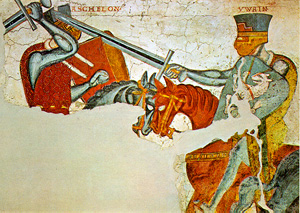
Affresco dal ciclo di Iwein a Castel Rodengo

Iwein è stato più volte oggetto di rappresentazione figurativa, già poco dopo che il romanzo fu conosciuto. Interessante è che ciò sia accaduto non a mezzo di miniature ma soprattutto tramite dipinti a parete e arazzi. La forma in uso per queste illustrazioni monumentali in ambienti come le Trinkstuben è la rappresentanza sociale.
Le illustrazioni più rilevanti artisticamente sono i dipinti a parete nel castello di Rodengo nei pressi di Bressanone. È oggetto di discussione se possano essere datati sulla base di criteri artistici immediatamente dopo il 1200 o tra il 1220 e il 1230. Il ciclo, rinvenuto solo nel 1972, si compone di 11 scene tutte tratte dalla prima parte dell'Iwein.
A Hessenhof a Smalcalda, sempre della prima metà del XIII secolo, sono conservati in un ambiente abitativo 23 dei 26 originari dipinti a parete.
Intorno al 1400 comparvero altri dipinti a parete con eroi rappresentativi della poesia cortese a castel Roncolo nei pressi di Bolzano. Iwein, Parzival e Gawain formano una triade dei migliori e più esemplari cavalieri.
Iwein e Laudine (accanto anche Lunete in qualità di assistente) compaiono come una delle coppie esemplari nel cosiddetto arazzo Maltererteppich, che fu creato intorno al 1320-1330 e oggi conservato all'Augustinermuseum a Friburgo in Brisgovia. Nei medaglioni dell'arazzo sono rappresentati gli schiavi dell'amore, uomini caduti nella dipendenza da una donna. Accanto a Iwein si trovano Sansone, Aristotele, Virgilio.
Secondo recenti ricerche la materia dell'Erec è oggetto di una rappresentazione plastica nella Croce della Corona di Cracovia.

### Ricezione moderna
Nel 1780 Johann Jakob Bodmers iniziò con la Fabel von Laudine (Fiaba di Laudine) la ricezione di Hartmann nell'età moderna. Il suo allievo Christoph Heinrich Myller pubblicò nel 1784 una prima edizione testuale di Armer Heinrich e di Twein (=Iwein) secondo o manoscritti medievali. Nel 1786 seguì Karl Michaeler con un'edizione bilingue di Iwein. Sull'edizione di Myller Gerhard Anton von Halem si basò per il suo adattamenti in stile rococò Ritter Twein (1789, Il cavaliere Twein). L'edizione di Iwein di Georg Friedrich Benecke e Karl Lachmann del 1827 è rimasta fino ad oggi nelle sue diverse rielaborazioni l'edizione testuale più influente. Erec fu edito nel 1839 da Moriz Haupt.
Nel 1815 i fratelli Grimm pubblicarono un'edizione commentata di Armer Heinrich con un riassunto. Nel 1839 Karl Simrock pubblicò per la prima volta il Gregorius per "ogni lettore pieno di sentimento" ed ebbe l'ambizione di ricreare la concretezza del testo con una propria versione libera.
Da un punto di vista letterario Armer Heinrich fu frequentemente rielaborato, tra gli altri da Adelbert von Chamisso (1839), Ricarda Huch (1899) e Gerhart Hauptmann (1902). Anche la prima opera di Hans Pfitzner è una messa in musica di Armer Heinrich sulla scorta di un libretto di James Grun (1895). August Klughardt compose sull'esempio di Richard Wagner un'opera rimasta senza successo, Iwein (1879). Il compositore tardo-romantico Richard Wetz mise in musica una canzone delle crociate per coro misto sulla scorta di Hartmann.
Il libero adattamento del Gregorius ad opera di Thomas Mann, L'eletto (1951), spicca tra tutte le moderne rielaborazioni di Hartmann. Infine si rifanno a Armer Heinrich Markus Werner (Bis bald, 1995), il drammaturgo Tankred Dorst (1997) und il poeta Rainer Malkowski (1997).
Felicitas Hoppe ha raccontato per i bambini la storia di Iwein nel Iwein Löwenritter (2008).

## Opere pubblicate in italiano
- Gregorio e Il povero Enrico, Traduzione in italiano del testo e prefazione di Laura Mancinelli, Torino, Einaudi, 1989, ISBN 978-88-06-11493-0.